# 鄭逑
鄭 逑（チョン・グ、정구、てい きゅう、1543年7月9日－1620年1月5日）は、李氏朝鮮の文臣、儒者。字は道可、可父。号は寒岡、檜淵野人。諡号は文穆。本貫は清州。

## 人物
慶尚北道星州郡出身。早くから曺植（南冥）と李退渓に入門した。当初は仕官を固辞し、草堂を構築し、後進の教育に従事した。1592年文禄・慶長の役 では直ちに挙兵し討賊にあたり、翌年、宣祖によって通政を拝命し、江陵府使に抜擢された。1594年以後は、江原道観察使、成川府使、忠州牧使、安東府使などを歴任した。1608年に光海君が即位すると司憲府大司憲と世子輔養官を兼任したが、累辞して帰郷した。
著書に「寒岡集」「心経発揮」「五先生礼説分類」「太極問弁」「洙泗言仁録」「歴代紀年」など多数。南人派に属したが、南冥・退渓両学統の心同道一を主張し、学問的共存を追求した。